# Tomasz Merta

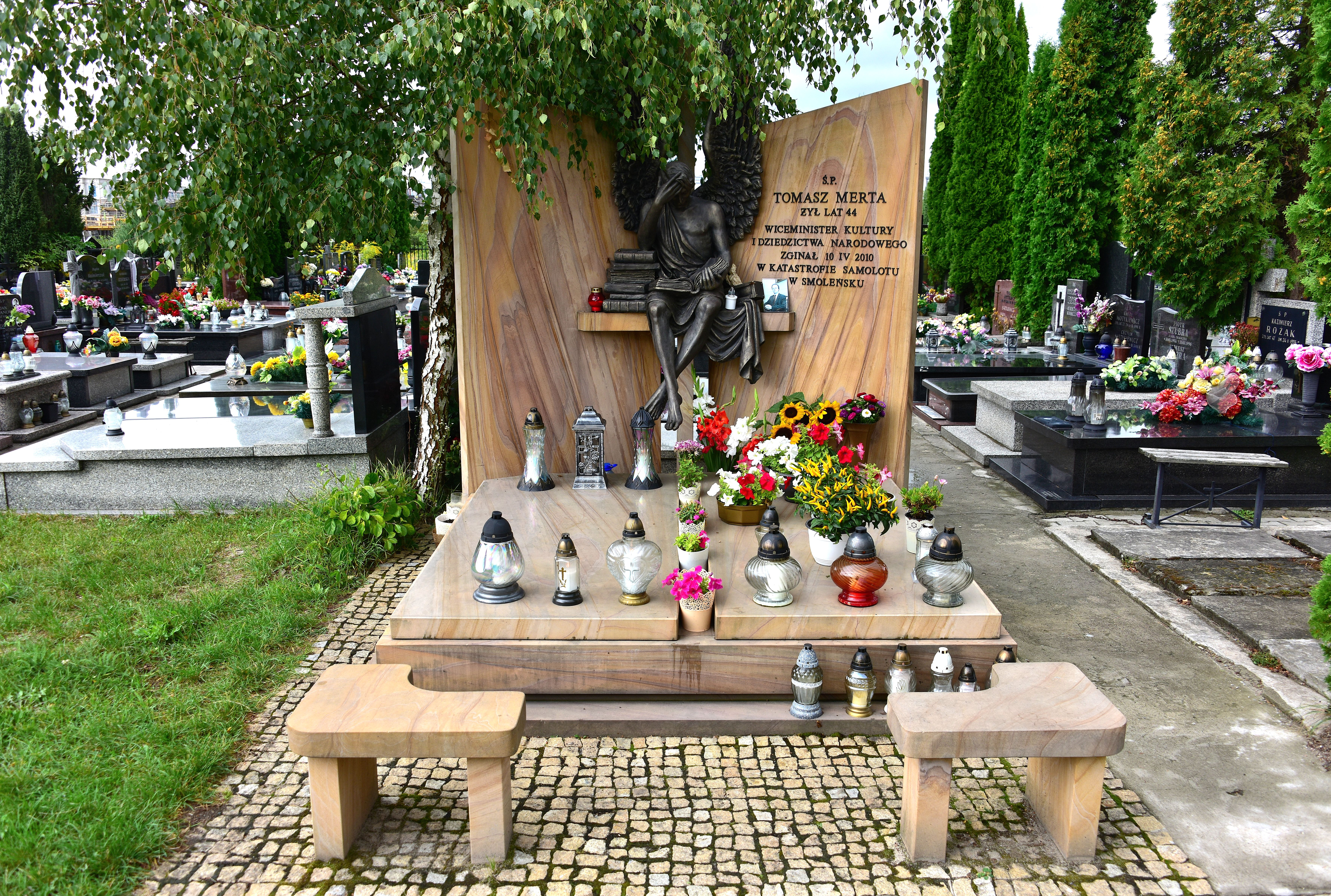
Hrob Tomasze Merty ve Varšavě (Grabów).

Tomasz Adam Merta (7. listopadu 1965, Lehnice, Polsko – 10. duben 2010, Pečersk, Rusko) byl polský státní úředník, historik politického myšlení a publicista.

## Životopis
Vystudoval střední školu v Kielcích. Po ukončení studia polské filologie na Fakultě filologie Varšavské univerzitě, následovalo studium společenských věd při Institutu filozofie a sociologie Polské akademie věd a Fakultě aplikovaných věd Varšavské univerzity. V letech 1996 až 1998 působil jako asistent na Institutu aplikovaných věd Varšavské univerzity. V letech 1996 až 2002 působil jako redaktor. V letech 2000 až 2001 působil jako poradce ministra kultury a národního dědictví Ujazdowského. V letech 2001 až 2002 byl ředitelem Ústavu národního dědictví. Byl spoluautorem programu Práva a spravedlnosti pro oblast kultury. V listopadu 2005 byl jmenován do funkce státního podtajemníka na ministerstvu kultury a národního dědictví. Ve funkci setrval i po výměně vlády v roce 2007.
Zemřel při leteckém neštěstí u ruského Smolensku 10. dubna 2010. Posmrtně obdržel Komandérský kříž Řádu Polonia Restituta (Krzyż Komandorski Orderu Odrodzenia Polski). Je pochován, na hřbitově 'Cmentarzu sv. Zofie Barat', ve Varšavě.